# Abantiades penneshawensis
Abantiades penneshawensis — вид метеликів родини тонкопрядів (Hepialidae). Описаний у 2021 році.

## Поширення
Ендемік Австралії. Поширений лише на острові Кенгуру.